# Orlando Fundichely
Orlando Fundichely, właśc. Orlando Óscar Fundichely García (ur. 26 września 1968 na Kubie) – kubański aktor telewizyjny.

## Życiorys
Urodzony na Kubie jako syn aktorki i realizatora dźwięku w telewizji kubańskiej, był niemal niemowlęciem, gdy ojciec opuścił rodzinę. Z drugiego związku małżeńskiego ojca ma dwóch młodszych przyrodnich braci. W wieku pięciu lat wystąpił w seryjnym programie telewizyjnym dla dzieci. W telenoweli Żona potrzebna od zaraz (María Rosa, búscame una esposa, 2000) pojawił się jako czarny charakter Miguel Cortés. Bierze udział także w radionowelach.
Zamieszkał w Peru, gdzie ożenił się z Kariną Riverą, prezenterką peruwiańskiej telewizji dla dzieci, z którą ma córkę Doris Alexii (ur. 1999), wychowuje też Alejandra (ur. 1992), syna Kariny z poprzedniego związku.

## Filmografia

### Telenowele
- 2013: Al fondo hay sitio jako Carlos Cabrera
- 2012: Relaciones Peligrosas jako Orlando Aragón
- 2011: Dom po sąsiedzku (La Casa de al Lado) jako Sebastián Andrade
- 2009: Los Barriga jako Mario Del Valle
- 2007: Osaczona (Acorralada) jako Dr Ignacio Montiel
- 2007: Decyzje (Decisiones) jako Leonardo
- 2005: Marzenia nic nie kosztują (Soñar no cuesta nada) jako Ricardo
- 2004: Upadły anioł (Ángel rebelde) jako Vicente Lander
- 2003: Sofía dame tiempo jako Antonio 'Toño' Rivas
- 2000: Żona potrzebna od zaraz (María Rosa, búscame una esposa) jako Miguel Cortés
- 1999: Maria Emilia jako Eduardo 'Lalo' Méndez
- 1998: Luz María jako Dr Sergio Cosío
- 1998: Cosas del amor jako Martín Lascano
- 1998: María Celina jako Diego Alvarado
- 1994: Cruz de nadie
- 1994: La Hija del presidente

### Filmy fabularne
- 1994: Królowa i król (Reina y Rey)
- 1993: Tropikalne marzenia (Sueño Tropical)